# 우라와 고마바 스타디움

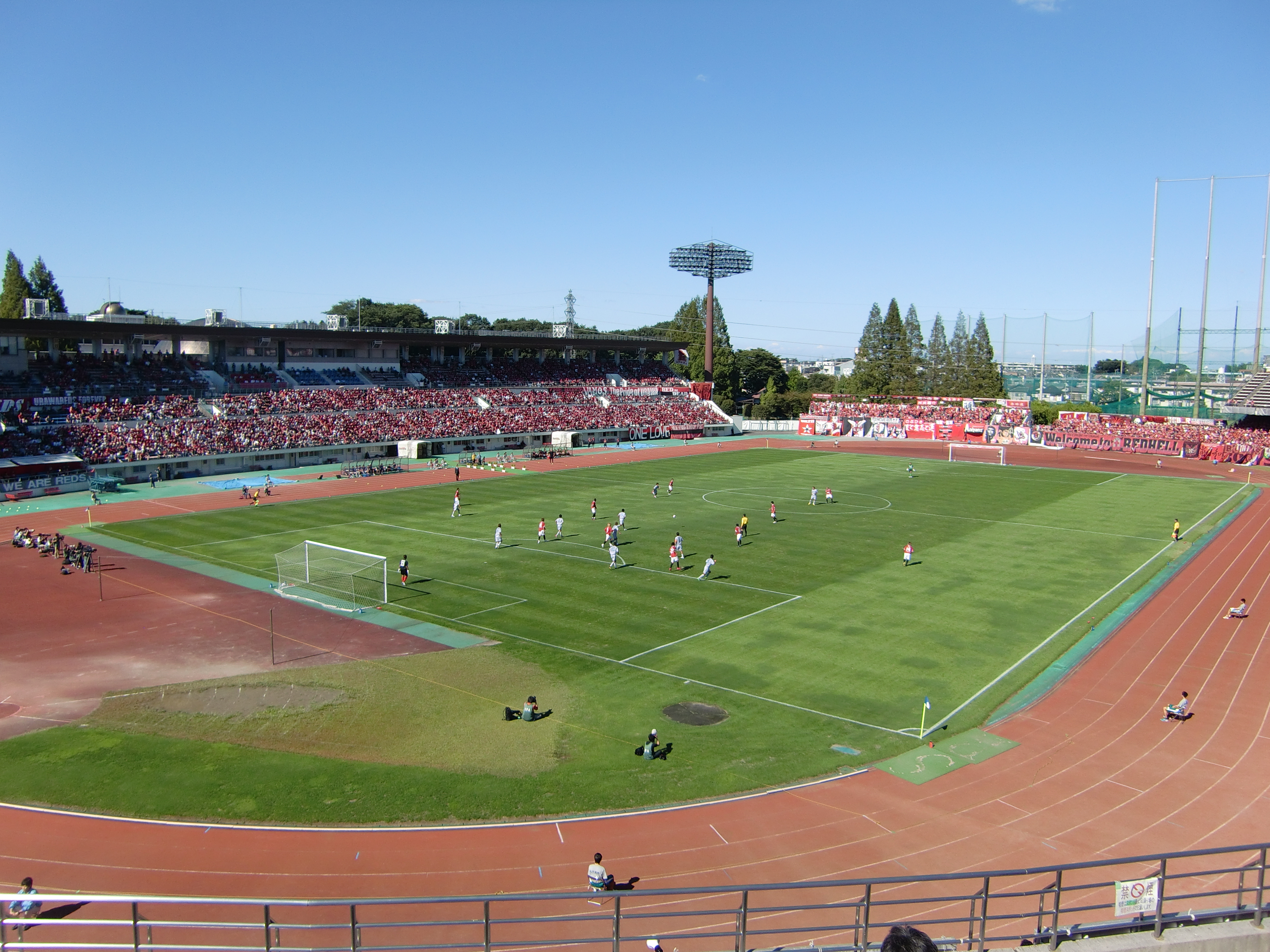

우라와 고마바 스타디움(일본어: 浦和駒場スタジアム, Urawa Komaba Stadium)은 일본 사이타마시 우라와구에 위치한 운동선수들을 위한 스타디움이다. 가용 인원 수는 21,500명이다.
과거 명칭은 사이타마 우라와 고마바 스타디움(さいたま市駒場スタジアム, Saitama Urawa Komaba Stadium)이었다. 2012년 5월부터 축구 클럽 우라와 레드 다이아몬즈의 명명권에 따라 현재의 명칭 우라와 고마바 스타디움으로 불리게 되었다.

## 기록

### 한일대학교 정기전
| 날짜            | 팀 1 | 스코어 | 팀 2     | 라운드 |
| --------------- | ---- | ------ | -------- | ------ |
| 2017년 3월 12일 | 일본 | 1 - 0  | 대한민국 | 남자부 |
| 2023년 3월 21일 | 일본 | 4 - 1  | 대한민국 | 여자부 |